# Tessmannianthus heterostemon
Tessmannianthus heterostemon är en tvåhjärtbladig växtart som beskrevs av Markgr.. Tessmannianthus heterostemon ingår i släktet Tessmannianthus och familjen Melastomataceae.
Artens utbredningsområde är Peru. Inga underarter finns listade i Catalogue of Life.